# 여수시
여수시(麗水市)는 대한민국 전라남도 동남부 여수반도에 있는 시이다. 면적은 512.33km2이고, 해안선 길이는 879.03km이며, 365개의 부속 섬이 있다.
철강 공업이 발달한 광양시와 더불어 전라남도 동부권의 대표적인 공업 도시로, 중화학 공업을 통해 성장하여 2012년 세계 박람회를 개최했다. 임해산업단지인 여수국가산업단지에는 GS칼텍스, LG화학, 롯데케미칼, 여천NCC 등 264개 기업이 입주하여 석유화학 공업이 발달했다. 대한민국 비료의 33%, 석유화학(에틸렌)의 47%, 정유의 26%를 생산한다. 명소로는 이순신 장군이 근무했던 전라좌수영 본영인 진남관(국보 제304호)과 한려해상국립공원으로 지정된 오동도 등이 있다. 고등교육기관으로는 전남대학교 여수캠퍼스가 있다. 2013년 오천동으로 해양경찰교육원이 이전되었다. 시청은 학동에 있고, 여서동에 시의회와 여서청사, 여수지방해양항만청이 있으며, 문수동에 문수청사가 설치되어 있다. 행정구역은 1읍 6면 20동이다.
2025년 기준으로 인구는 269,593명이다. 바로 옆의 순천시 다음으로 전라남도 내에서 2번째로 인구가 많은 도시지만, 인구가 갈수록 줄어들고 있다.

## 역사
- 고조선 남해안권 중심도시(고조선 유물, 유적)
- 마한 원지국(전남 동부권 중심도시)
- 가야 다리국(상다리,하다리)
- 538년 (백제 성왕 16년) 원촌현, 돌산현
- 757년 (신라 경덕왕 16년) 해읍현, 여산현으로 개칭
- 940년 (고려 태조 23년) 여수현, 돌산현으로 개편
- 1479년 (조선 성종 10년) 전라좌도 수군절도사영 설치
- 1885년 (조선 고종 22년) 거문도 사건 일어남.
- 1896년 (건양 원년) 흥양군·낙안군·순천군·광양군에 있는 여러 섬에 남원부 돌산군(突山郡)을 신설하였다.[3]
- 1896년 (건양 원년) 8월 4일 전라남도 돌산군으로 개편하였다.[4]
- 1897년 (건양 2년) 6월 1 순천군 소속 율촌면·소라면·삼일면·여수면을 나누어 여수군을 신설하였다.[5]
- 1914년 4월 1일 돌산군은 고흥군과 여수군에 분할되었다.

10면 - 여수면, 소라면, 율촌면, 삼일면, 쌍봉면, 화양면, 두남면, 남면, 화정면, 삼산면
| 조선총독부령 제111호  |             |                                                                                        |
| 구 행정구역           | 신 행정구역 | 신 행정구역                                                                            |
| 여수군 여수면(麗水面) | 여수면      | 미평리, 문수리, 만성리, 덕충리, 봉산리, 신월리, 오림리, 여서리, 왕십리, 서정, 동정     |
| 여수군 쌍봉면(雙鳳面) | 여수면      | 오천리                                                                                 |
| 여수군 쌍봉면(雙鳳面) | 쌍봉면      | 여천리, 웅천리, 시전리, 선원리, 학용리, 화장리, 봉계리, 주삼리                         |
| 여수군 삼일면         | 쌍봉면      | 해산리                                                                                 |
| 여수군 덕안면(德安面) | 쌍봉면      | 소호리, 안산리                                                                         |
| 여수군 덕안면(德安面) | 소라면      | 관기리, 복산리, 봉두리, 사곡리, 죽림리, 현천리                                         |
| 여수군 구산면(龜山面) | 소라면      | 대포리, 덕양리                                                                         |
| 여수군 구산면(龜山面) | 율촌면      | 신풍리, 취적리                                                                         |
| 여수군 율촌면(栗村面) | 율촌면      | 반월리, 봉전리, 상봉리, 가장리                                                         |
| 여수군 삼일면(三日面) | 삼일면      | 낙포리, 상암리, 신덕리, 월내리, 월하리, 적량리, 중흥리, 평여리, 호명리, 화치리         |
| 돌산군 태인면(太仁面) | 삼일면      | 묘도리                                                                                 |
| 여수군 화양면(華陽面) | 화양면      | 용주리, 창무리, 이천리, 옥적리, 나진리, 안포리, 화동리, 서촌리, 이목리, 장수리         |
| 돌산군 두남면(斗南面) | 두남면      | 우두리, 평사리, 둔전리, 금봉리, 군내리, 신복리, 서덕리, 죽포리, 율림리, 금성리, 경호리 |
| 돌산군 남면(南面)     | 남면        | 연도리, 안도리, 심장리, 우학리, 두모리, 유송리, 횡간리, 두라리, 화태리                 |
| 돌산군 삼산면(三山面) | 삼산면      | 초도, 손죽도, 거문촌, 덕촌리, 서도리, 동도리                                           |
| 돌산군 화개면(華蓋面) | 화정면      | 개도리, 상화리, 월호리, 제도리, 하화리                                                 |
| 돌산군 옥정면(玉井面) | 화정면      | 낭도리, 백야리, 여자리, 적금리, 조발리                                                 |
- 1917년 두남면을 돌산면으로 개칭하였다.
- 1923년 2월 15일 여수면을 지정면으로 승격.
- 1923년 6월 1일 여수항 개항[6]
- 1930년 12월 광주-여수 간 철도(오늘날의 경전선) 개통과 여수-시모노세키(하관) 간 '관려연락선' 취항.
- 1931년 4월 1일 여수면을 여수읍으로 승격하였다.[7] 1읍 9면
- 1949년 8월 14일 여수읍이 여수부로 승격함과 동시에 여수군 9개면을 여천군(麗川郡)으로 개칭하였다.[8]
- 1949년 8월 15일 여수부를 여수시로 개칭하였다.
- 1964년 7월 28일 여천군 돌산면에 우두출장소(우두리·평사리)를, 남면에 연도출장소(연도리)를 설치하였다.
- 1965년 4월 19일 여천군 삼산면에 초도출장소(초도리)와 손죽출장소(손죽리)를 설치하였다.
- 1966년 4월 27일 여천군 화정면에 낭도출장소(낭도리)가 설치되었다.
- 1967년 1월 1일 이전의 법정동 26개를 그대로 행정동 26개로 확정하였다. 단, 신국동(新菊洞)의 경우 국동(菊洞)으로 바뀌었다.
- 1967년 6월 26일 여천군 남면에 안도출장소(안도리), 화태출장소(화태리·두라리·횡간리)를 설치하였다.
- 1969년 삼일항 개항
- 1970년 5월 29일 여천군 화정면에 개도출장소(개도리·월호리)가 설치되었다.
- 1973년 7월 1일 여천군 돌산면 경호리가 여수시로 편입되었고, 광양군 골약면 송장리가 여천군 율촌면으로 편입되었다.(여수시: 27동, 여천군: 9면)
- 1976년 9월 1일 여천지구출장소 개소. (여천군 삼일면, 쌍봉면 일원)
- 1979년 5월 1일 여천군 화정면에 여자출장소(여자리)가 설치되었다.
- 1980년 12월 1일 삼일면이 삼일읍으로, 돌산면이 돌산읍으로 각각 승격하였다.[9] (여수시: 27동, 여천군: 2읍 7면)
- 1986년 1월 1일 여천지구출장소가 여천시로 승격되었다.[10] (여수시: 27동, 여천시: 7동, 여천군: 1읍 6면)
- 1988년 3월 1일 여천군 돌산읍 죽포출장소(죽포리·서덕리·율림리·둔전리)가 설치되었다.
- 1997년 7월 25일 여수시의 과소행정동이 1차로 통폐합되었다. 공화동·수정동이 오동동으로, 고소동·중앙동이 중앙동으로, 교동·충무동이 충무동으로, 동산동·군자동이 종고동으로, 광무동·오림동이 광림동으로, 봉강동·서교동이 서강동으로, 만흥동·오천동이 만오동으로 통폐합되었다.(여수시: 20동, 여천시: 7동, 여천군: 1읍 6면)
- 1998년 2월 1일 여수시의 과소행정동이 2차로 통폐합되었다. 종화동·관문동과 종고동 일부가 동문동으로, 중앙동과 충무동 일부가 중앙동으로, 충무동·종고동 각 일부와 연등동이 충무동으로, 신월동·경호동이 월호동으로, 만오동·덕충동이 만덕동으로 통폐합되었고, 오동동이 한려동으로 개칭되었다.(여수시: 15동, 여천시: 7동, 여천군: 1읍 6면)
- 1998년 4월 1일 여수시, 여천시, 여천군을 도농복합시인 여수시로 통합하였다.(삼려(三麗)통합) 옛 여천시청을 본청사로 하고, 옛 여수시청을 2청사로, 옛 여천군청을 3청사로 분산배치하였다. 또 봉산동과 남산동을 대교동으로 통폐합하였다.(1읍 6면 21동)
- 1999년 3월 1일 상암동을 삼일동으로 합동하였다.(1읍 6면 20동)
- 2007년 5월 31일 여수시의 10개 출장소 중 3개(돌산읍 우두·죽포출장소, 화정면 개도출장소)를 제외한 나머지 7개 출장소를 민원중계소로 격하시켰다.
- 2012년 5월 12일 여수 세계엑스포 박람회를 개최하였다.

### 여수시의 삼복삼파(三復三破) 역사
- 태조 이성계의 역성혁명에 항거한 여수현령 오흔인의 5년 반기로 조정에서는 그 죄 값으로 여수(麗水)라는 큰 고을을 1397년(태조5년)에 폐지시키고 돌산 나루터 구실만 하도록 순천부에 예속시켜 버리니 여수라는 지명도 500년간 사용하지 못하게 되었다.
- 1차 복현운동: 숙종때 지역대표 4사람이 서울로가 신문고를 치고 고통을 아뢰었으나 상소가 무산되 억울하게 죽임을 당하였다. 여수민은 끈질기게 추진하여 숙종의 윤허를 얻어 1696년 여수 도호부로 승격하게 되었다. 300년 만에 현을 찾았다. 그러나 여수현령 최극태가 암행어사에 끌려가 다시 순천부로 환속되었다.
- 2차 복현운동: 3년 뒤 순천 유생의 상소. 1725년 지평 이근의 상소로 영조 1년 여수 도호부가 설치되었다. 1년후 죄의정 홍치중 어영대장 이봉상 간계로 일 년도 넘지 못하고 혁파 되었다.
- 3차 복현운동: 1750년 (영조26)여수현은 여수 도호부로 세 번째 복현되었다. 24년 만에 복원된 것은 여수 백성들이 얼마나 많은 노력을 귀울려 왔는가를 알수 있다. 백성들이 상소 하였고 임금은 사리를 밝게 판단하여 승지 이형원에게 여수 도호부사겸 전라좌도 수군절도를 하게 하였다. 그러나 또 순천에 의해 1년도 못되어 여수현은 혁파되고 순천부로 환속하게 되었다.
- 1864년(고종원년)에 정종선(호는 운초. 병인양요 때 백의로 국란을 맞이하여 ‘남주종유’로 추앙받음. 율촌출생)이 임금에게 올린 상소가 효시가 되어 501년이 지난 1897년에 담양군수 유기완의 차개비지운응시지고여(此豈非地運應時之古嶼)=‘이 어찌 땅의 운이 시대의 운을 따라가지 않으리오’라는 호소로 삼복삼파(3번 복현, 3번 폐현) 끝에 여수의 완전한 복현과 지명을 되찾았다.
- 이 과정 중 여수에 소속되어 있던 용두면 지역은 여수로 환원되지 않고 순천에 잔류 되었다가 1914년 군면폐합때 해촌면과 합쳐서 해룡면이 되어 오늘에 이르고 있다.

### 여수시와 임진왜란

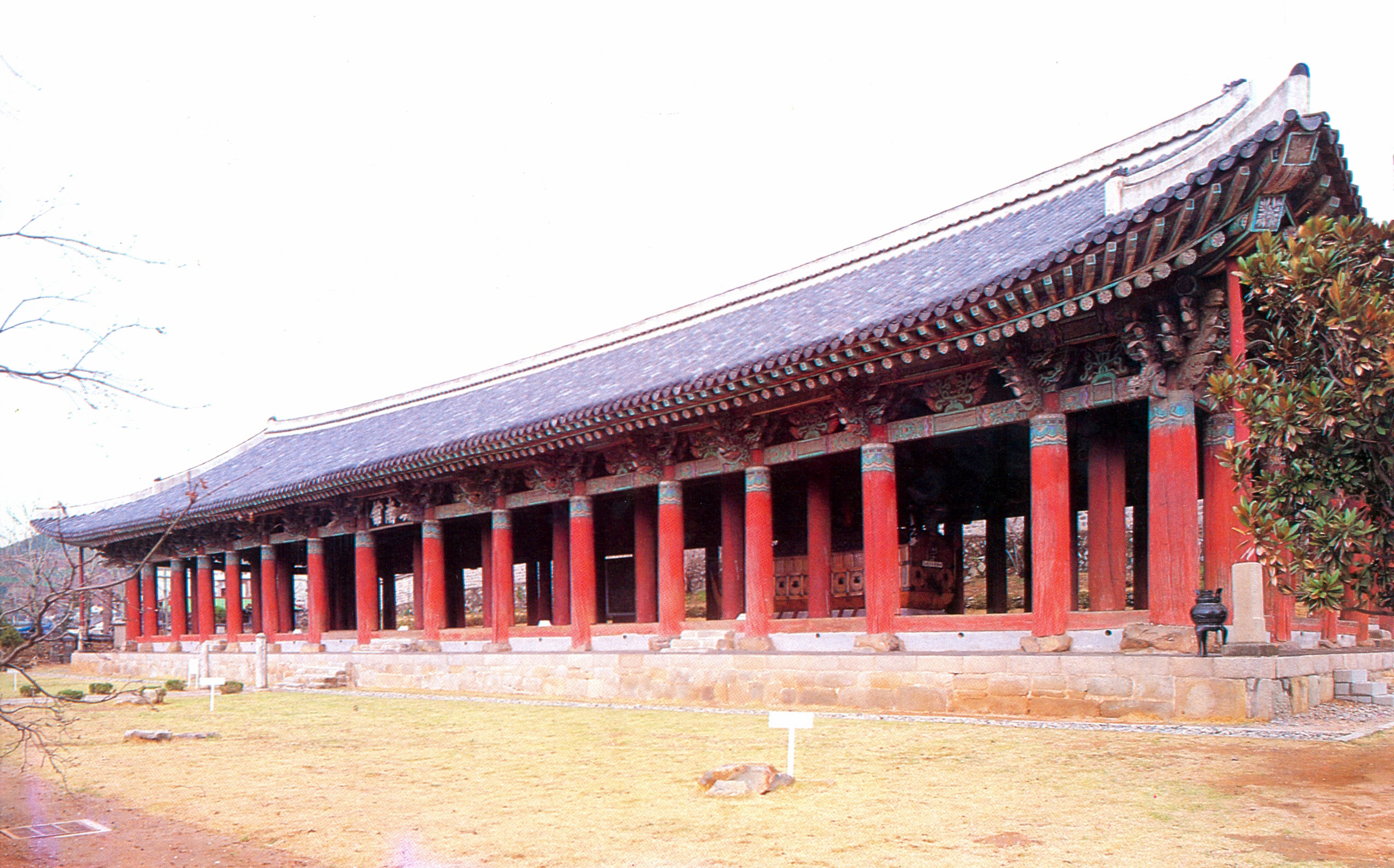
전라좌수영 진남관

- 1592년(선조 25) 4월 14일을 기하여 일본군의 대군이 침략을 시작하였다. 임진왜란 초기에 경상도좌수영·우수영의 수군도 일본군에 아무런 저항을 하지 못하고 무너졌다. 전라좌수사 이순신은 이미 여수 지방에서 거북선을 건조하여 일본의 침략에 대비하였다. 이순신은 본영과 휘하 각 진의 전선을 동원하여 경상도 남해안으로 진출하였다. 이순신은 가는 곳마다 연전연승하였다. 옥포·합포·당항포·율포·노량·한산도 등에서 왜의 수군을 크게 무찔렀다. 이때 전라남도 지방 각처의 수령과 만호가 함께 출정하였다.

- 1593년(선조 26) 8월 이순신이 삼도수군통제사가 되었고 여수에 통제사영을 설치하였다. 그러나 이순신은 여수가 지리상으로 외딴 곳이므로 왜와 해전을 벌이는 데는 지세가 불리하다는 이유로 본영은 그대로 남겨둔 채 한산도로 본진을 옮겨갔다. 한산도는 선박을 감추어 놓기가 좋으며 또한 왜의 수군이 남해안을 통과하려면 반드시 통과해야 하는 지점이었기 때문이다.

- 임진왜란과 관련하여 여수 지역에서는 정철(1544~1595)·정린(1556~1595)·정춘(1555~1594)의 활동이 주목된다. 1592년 왜구가 침입하자 이들은 재산을 털어 이순신의 휘하로 정운(鄭運)·송희립(宋希立) 등과 함께 당항포로 진격하는 등 많은 전장에 참여하였다. 이들은 여수 지역에 기반을 둔 창원정씨 사람들로서 후에 가곡사에 배향되었다. 지금은 여수시 웅천동에 위치한 오충사에 배향되어 있다. 이들과 함께 여수 지역에서는 흥국사를 중심으로 한 의승수군(義僧水軍)의 역할을 빼놓을 수 없다. 임진왜란이 발발하자, 전직 관료, 무과 출신, 유생, 승려 등 다양한 신분의 사람들이 자발적으로 전쟁에 참여하였던 것이다. 이들은 자발적으로 봉기하여 전라도 수군과 결합하여 전쟁을 승리로 이끌었다. 전쟁이 끝난 후에도 전라좌수영 산하의 의승수군은 상설군으로 편제되어 흥국사에 주둔을 하게 된다. 승대장의 휘하의 인원을 사찰 내의 각 전각과 산내의 암자에 편성시키고 있었는데, 지금의 여수시 한산사와 석천사 등지에도 파견되어 있었다. 『호좌수영지(湖左水營誌)』에 진남관 동편에 있던 승청(僧廳)에 관한 기록이 남아 있어 당시 승군의 역할을 짐작해 볼 수 있다.

## 지리
여수는 한반도 남해안의 중앙에 위치한다. 북쪽으로 전라남도 순천시, 광양시와 인접하고, 서쪽으로 여자만을 건너 고흥군, 서남쪽으로 완도군, 동쪽으로는 바다 건너 경상남도 남해군이 있다. 소백산맥의 지맥 끝부분에 위치한 반도로, 높지 않은 여러 산이 이어져 있으며, 남해안 지역의 전형적인 리아스식 해안선을 보인다. 또한 시의 주변으로는 돌산도, 경도, 묘도, 화태도, 백야도 등 크고작은 섬들이 많이 분포한다. 여수시는 우루과이의 몬테비데오와 대척점이다. 바다도 동쪽은 여수해만, 서쪽은 여자만, 남쪽은 보돌바다. 가막만, 북쪽은 묘도만(광양만)에 접하여 반도중 섬처럼 유일하게 동서남북 모두 4면 바다를 가진 곳이다. 여수시에는 총 365개의 섬이 소속되어 있다. 연륙도서 4개를 포함하여 유인도는 49개, 무인도는 316개이다.

### 지질
여수시의 지질은 대부분 응회암, 안산암, 유문암, 화강암 등 화성암으로 구성되며 일부 지역에 퇴적암이 분포한다. 여수시 화정면 낭도 지역에는 여수 낭도리 공룡발자국화석 산지 및 퇴적층이 있다.

### 기후
| 여수기상관측소 (여수시 고소동, 해발 65.93m)의 기후      | 여수기상관측소 (여수시 고소동, 해발 65.93m)의 기후 | 여수기상관측소 (여수시 고소동, 해발 65.93m)의 기후 | 여수기상관측소 (여수시 고소동, 해발 65.93m)의 기후 | 여수기상관측소 (여수시 고소동, 해발 65.93m)의 기후 | 여수기상관측소 (여수시 고소동, 해발 65.93m)의 기후 | 여수기상관측소 (여수시 고소동, 해발 65.93m)의 기후 | 여수기상관측소 (여수시 고소동, 해발 65.93m)의 기후 | 여수기상관측소 (여수시 고소동, 해발 65.93m)의 기후 | 여수기상관측소 (여수시 고소동, 해발 65.93m)의 기후 | 여수기상관측소 (여수시 고소동, 해발 65.93m)의 기후 | 여수기상관측소 (여수시 고소동, 해발 65.93m)의 기후 | 여수기상관측소 (여수시 고소동, 해발 65.93m)의 기후 | 여수기상관측소 (여수시 고소동, 해발 65.93m)의 기후 |
| 월                                                      | 1월                                                | 2월                                                | 3월                                                | 4월                                                | 5월                                                | 6월                                                | 7월                                                | 8월                                                | 9월                                                | 10월                                               | 11월                                               | 12월                                               | 연간                                               |
| ------------------------------------------------------- | -------------------------------------------------- | -------------------------------------------------- | -------------------------------------------------- | -------------------------------------------------- | -------------------------------------------------- | -------------------------------------------------- | -------------------------------------------------- | -------------------------------------------------- | -------------------------------------------------- | -------------------------------------------------- | -------------------------------------------------- | -------------------------------------------------- | -------------------------------------------------- |
| 역대 최고 기온 °C (°F)                                  | 17.4 (63.3)                                        | 19.5 (67.1)                                        | 22.0 (71.6)                                        | 27.4 (81.3)                                        | 33.5 (92.3)                                        | 32.1 (89.8)                                        | 37.1 (98.8)                                        | 36.4 (97.5)                                        | 33.9 (93.0)                                        | 28.9 (84.0)                                        | 27.9 (82.2)                                        | 20.2 (68.4)                                        | 37.1 (98.8)                                        |
| 일평균 최고 기온 °C (°F)                                | 6.6 (43.9)                                         | 8.5 (47.3)                                         | 12.4 (54.3)                                        | 17.4 (63.3)                                        | 21.7 (71.1)                                        | 24.4 (75.9)                                        | 27.3 (81.1)                                        | 28.9 (84.0)                                        | 25.8 (78.4)                                        | 21.3 (70.3)                                        | 15.1 (59.2)                                        | 8.9 (48.0)                                         | 18.2 (64.8)                                        |
| 일일 평균 기온 °C (°F)                                  | 2.8 (37.0)                                         | 4.4 (39.9)                                         | 8.3 (46.9)                                         | 13.3 (55.9)                                        | 17.9 (64.2)                                        | 21.2 (70.2)                                        | 24.5 (76.1)                                        | 26.0 (78.8)                                        | 22.6 (72.7)                                        | 17.5 (63.5)                                        | 11.3 (52.3)                                        | 5.1 (41.2)                                         | 14.6 (58.3)                                        |
| 일평균 최저 기온 °C (°F)                                | −0.3 (31.5)                                        | 0.9 (33.6)                                         | 4.8 (40.6)                                         | 12.3 (54.1)                                        | 14.7 (58.5)                                        | 18.8 (65.8)                                        | 22.5 (72.5)                                        | 23.8 (74.8)                                        | 20.0 (68.0)                                        | 14.5 (58.1)                                        | 8.2 (46.8)                                         | 2.0 (35.6)                                         | 11.7 (53.1)                                        |
| 역대 최저 기온 °C (°F)                                  | −11.9 (10.6)                                       | −12.6 (9.3)                                        | −8.8 (16.2)                                        | −2.3 (27.9)                                        | 6.8 (44.2)                                         | 12.6 (54.7)                                        | 14.3 (57.7)                                        | 15.6 (60.1)                                        | 11.6 (52.9)                                        | 1.9 (35.4)                                         | −5.3 (22.5)                                        | −10.8 (12.6)                                       | −12.6 (9.3)                                        |
| 평균 강수량 mm (인치)                                   | 24.5 (0.96)                                        | 44.6 (1.76)                                        | 83.9 (3.30)                                        | 125.2 (4.93)                                       | 143.5 (5.65)                                       | 194.3 (7.65)                                       | 276.8 (10.90)                                      | 264.8 (10.43)                                      | 151.7 (5.97)                                       | 66.6 (2.62)                                        | 46.8 (1.84)                                        | 26.4 (1.04)                                        | 1,449.1 (57.05)                                    |
| 평균 강수일수 (≥ 0.1 mm)                                | 4.9                                                | 5.7                                                | 8.0                                                | 8.8                                                | 9.6                                                | 10.5                                               | 13.8                                               | 12.1                                               | 9.2                                                | 4.8                                                | 6.1                                                | 5.0                                                | 98.5                                               |
| 평균 강설일수                                           | 3.1                                                | 2.4                                                | 0.8                                                | 0.0                                                | 0.0                                                | 0.0                                                | 0.0                                                | 0.0                                                | 0.0                                                | 0.0                                                | 0.4                                                | 2.7                                                | 9.4                                                |
| 평균 상대 습도 (%)                                      | 53.0                                               | 53.1                                               | 57.4                                               | 61.8                                               | 68.1                                               | 77.9                                               | 84.5                                               | 79.4                                               | 71.7                                               | 62.5                                               | 59.5                                               | 54.8                                               | 65.3                                               |
| 평균 월간 일조시간                                      | 193.3                                              | 191.6                                              | 209.8                                              | 215.4                                              | 227.7                                              | 175.1                                              | 163.0                                              | 197.4                                              | 181.1                                              | 219.2                                              | 189.8                                              | 197.8                                              | 2,361.2                                            |
| 출처: 기상청 (평년값: 1991년~2020년, 극값: 1942년~현재) |                                                    |                                                    |                                                    |                                                    |                                                    |                                                    |                                                    |                                                    |                                                    |                                                    |                                                    |                                                    |                                                    |

## 행정 구역
여수시의 행정 구역은 1읍 6면 20동으로 구성되어 있다. 여수시의 면적은 512.33km2이며, 인구는 2025년 5월 기준으로 128,254세대, 265,755명이다.
| 읍면동 | 한자   | 세대    | 인구    | 면적   | 행정구역   |
| ------ | ------ | ------- | ------- | ------ | ---------- |
| 돌산읍 | 突山邑 | 6,643   | 12,039  | 72.14  |            |
| 소라면 | 召羅面 | 9,435   | 21,271  | 60.55  |            |
| 율촌면 | 栗村面 | 3,373   | 6,057   | 50.04  |            |
| 화양면 | 華陽面 | 3,427   | 5,988   | 70.15  |            |
| 남면   | 南面   | 1,693   | 2,638   | 42.55  |            |
| 화정면 | 華井面 | 1,254   | 2,004   | 26.36  |            |
| 삼산면 | 三山面 | 1,246   | 1,953   | 27.57  |            |
| 동문동 | 東門洞 | 2,218   | 3,888   | 0.93   |            |
| 한려동 | 閑麗洞 | 1,619   | 2,598   | 0.95   |            |
| 중앙동 | 中央洞 | 2,091   | 3,671   | 0.50   |            |
| 충무동 | 忠武洞 | 2,033   | 3,379   | 1.34   |            |
| 광림동 | 光林洞 | 3,131   | 5,709   | 3.34   |            |
| 서강동 | 西崗洞 | 2,083   | 3,804   | 0.66   |            |
| 대교동 | 大橋洞 | 2,647   | 4,490   | 1.61   |            |
| 국동   | 菊洞   | 5,075   | 10,004  | 1.53   | 시내동지구 |
| 월호동 | 月湖洞 | 3,167   | 7,112   | 6.80   | 시내동지구 |
| 여서동 | 麗西洞 | 7,467   | 15,647  | 2.57   | 시내동지구 |
| 문수동 | 文水洞 | 8,912   | 18,547  | 2.24   | 시내동지구 |
| 미평동 | 美坪洞 | 6,022   | 11,180  | 3.09   | 시내동지구 |
| 둔덕동 | 屯德洞 | 4,149   | 9,412   | 4.08   | 시내동지구 |
| 만덕동 | 萬德洞 | 4,576   | 10,121  | 16.05  | 시내동지구 |
| 쌍봉동 | 雙鳳洞 | 13,771  | 31,114  | 7.17   | 시내동지구 |
| 시전동 | 枾田洞 | 17,143  | 43,456  | 6.64   | 시내동지구 |
| 여천동 | 麗川洞 | 10,157  | 19,096  | 7.53   | 시내동지구 |
| 주삼동 | 珠三洞 | 3,179   | 7,522   | 11.53  | 시내동지구 |
| 삼일동 | 三日洞 | 1,169   | 1,992   | 72.82  | 시내동지구 |
| 묘도동 | 猫島洞 | 573     | 1,063   | 11.54  | 시내동지구 |
| 여수시 | 麗水市 | 128,254 | 265,755 | 512.33 | 시내동지구 |

- 웅천지구 - 2004년 착공하여 2014년 6월말 완공 예정인 웅천동 일대 280여만m2의 신도시이다. 여수세관과 국정원, 노동청, 통계청, 대한지적공사, 시립도서관, 소방서 등 관공서의 순차적인 이전 계획에 따라 여수시 행정의 중심 축이 될 전망이다. 여수국가산업단지의 대표 기업인 GS칼텍스에서 천억여 원을 투자하여 대극장, 전시실 등 70만m2에 달하는 문화예술 공간인 예울마루를 웅천지구에 조성하였다. 또한 웅천지구에 여수 최대 규모의 생태공원과 해변공원, 수백 척의 요트가 정박할 수 있는 마리나 시설 등이 조성될 예정이다.
- 여천역세권개발지구
- 소제지구
- 죽림지구
- 율촌테크밸리개발지구(조화리~산수리예정.)

### 전남동부권
2014년 국토교통부에서 확정한 3개 중추도시생활권에서 여수시, 순천시, 광양시를 전남동부권으로 규정하고 있다.

## 시청
- 현재 여수시청 보관됨 2019-09-10 - 웨이백 머신은 전라남도 여수시 쌍봉동에 위치하고 있다.

## 인구
2024년 8월 기준 여수시의 인구는 269,593명이다. 인구밀도는(2024년 7월 기준) 526.2명/km2이다.
- 여수시(에 해당하는 지역)의 연도별 인구 추이[14]

| 연도   | 총인구    |  |
| ------ | --------- |  |
| 1960년 | 227,988명 |  |
| 1966년 | 258,163명 |  |
| 1970년 | 265,656명 |  |
| 1975년 | 282,025명 |  |
| 1980년 | 306,977명 |  |
| 1985년 | 312,845명 |  |
| 1990년 | 305,532명 |  |
| 1995년 | 314,178명 |  |
| 2000년 | 303,233명 |  |
| 2005년 | 277,995명 |  |
| 2010년 | 269,937명 |  |
| 2012년 | 295,215명 |  |
| 2013년 | 294,565명 |  |
| 2015년 | 289,863명 |  |

통합 여수반도 권역별 인구 현황(현재인구는 2025년 5월 말 기준.)
1998년 4월 → 현재 인구
구)여수시 188,558명 → 109,561명 (-78,997명)
구)여천시 81,040명 → 104,273명 (+23,233명)
(구쌍봉면구역계: 101,218명 구삼일읍구역계: 3,055명)
구)여천군 61,285명 → 52,047명 ( -9,335명) (도서부 읍면합계: 18,634명, 육지부 읍면합계 : 33,316명)
3여 합계 330,965명 → 265,755명 (-65,210명)
수산자원 감소 등 신규산단 조성 부진과 기존 석유화학산업 위주에서 벗어난 일자리 다각화 창출 부진도 인구 감소를 부추겼고, 특히 공공기관 이전과 정주여건이 너무나도 형편없게 노후화되며 건물들로 빼곡히 삭막하게 들어선 도시생태환경조차 너무나도 빈약하여 구)여수시 권역의 인구 감소가 심해서 "통합 당시 188,558명에서 2025년 5월 109,561명으로 11만명선 붕괴와 8만 명 가까이 감소"하였고 구)여천시 권역은 웅천택지 개발에도 불구하고 81,040명에서 104,273명으로 2만여 명 증가하는데 그쳤으며 구)여천군 권역은 소라면 죽림택지와 돌산읍 우두택지 조성에도 불구하고 율촌지역 개발에 대한 너무나 부진한 것 때문에 61,285명에서 51,950명으로 줄어들었으니 "구)여수시 권역 인구 감소가 여수시 전체 인구 감소"에 결정적인 요인으로 나타나고 있다. 구)여수시권역의 핵심인 여서.문수 구역인구도 34,184명으로 너무나 심각하다.
또한 섬지역(돌산읍,남면,화정면,삼산면,묘도동지역) 전체 인구는 19,697명으로 반도지역대비 13.49:1로 불균형이 너무나 지나친 문제가 아닐수 없다.
또한 전국 시군구 인구소멸위험지수 현황(2022년 3월 기준)에서 전남도내 20만명 이상의 도시에서 최초로 0.482로 나와 전남 5개시 중 나주 다음으로 두번째 낮은 수치를 기록했고 24년7월에는 (0.405)로 나와 소멸위험 진입에 들어가버려 엄청난 충격을 안겨주었다.

## 교통

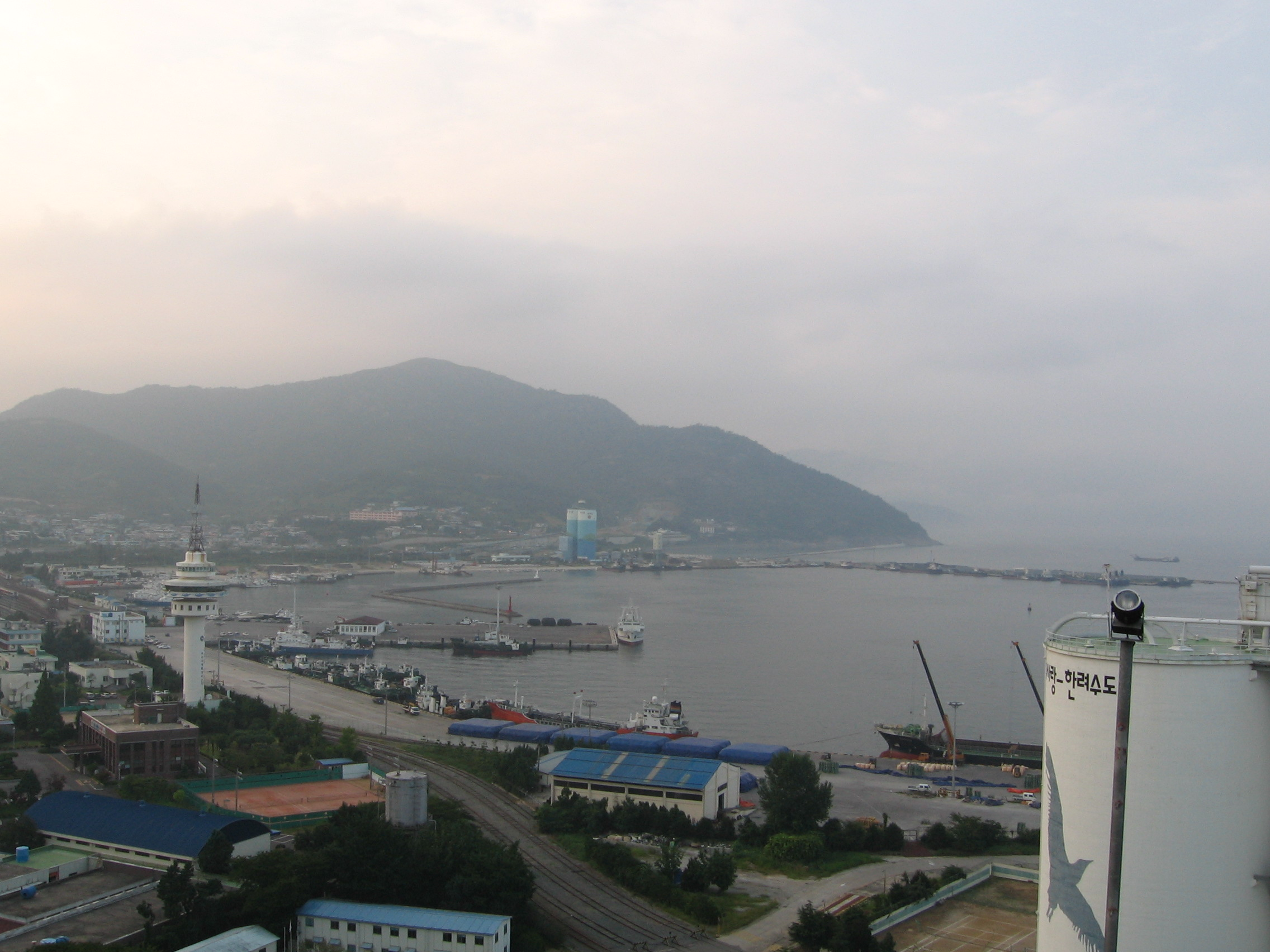
여수항

여수시는 반도에 위치하고 있기 때문에, 반도에 위치한 다른 도시들과 유사하게 육상교통망이 크게 발달하지 못했었다. 그러나 일찍부터 남해안의 중심 항구로 발달했고, 1960년대 중반 석유화학 공업단지가 조성되면서 현재는 반도에 위치한 다른 도시들에 비하면 육상교통망이 잘 갖추어진 편이다.

### 철도
전라선 철도 여천역, 여수엑스포역이 있다. 2012년 세계 박람회에 맞춰 여수역에서 개명한 여수엑스포역은 전라선의 종착역이며, 대한민국의 철도역사 중 최남단에 위치한 역이다. 여수엑스포역에서는 용산역행 새마을호, 무궁화호 열차가 각각 하루 12회 운행되고 있으며 전라선이 복선 전철화된 후 KTX가 1일 20회 운행되고 있다.

### 도로
순천시와 연결되어 있는 국도 제17호선이 다른 지역과 통하는 주된 통로다. 여수와 순천을 잇는 국도 제17호선은 교통량에 비해 부족한 수용량과 낙후된 선형으로 인해 한계를 드러내왔다. 그러나 2012년 초, 기존 17번 국도를 대체할 국도대체우회도로 (엑스포대로)가 완공되어 현재는 해당 새 도로가 국도 제17호선 구간으로 편입되어 여수 도심구간 (덕충IC - 해산IC)에서 도심 고속화도로 기능을 하고 있으며, 순천완주고속도로, 남해고속도로 (영암순천선)와 연결되어 고속도로 접근성을 높였다. 또한 2012년에는 여수국가산업단지와 여수시 묘도를 잇는 묘도대교가, 2013년에는 묘도와 광양항을 잇는 이순신대교가 정식 개통되었다. 이로 인해 기존 17번 국도를 경유하여 1시간 가까이 걸리던 여수산단과 광양항간 소요 시간이 10분 내외로 줄어 산단과 광양항간 교통 / 물류의 효율과 영남권 접근성이 현저히 개선되었다.
- 서울과 경기 북부, 남부지역에서 여수시로의 접근:
  - 경부고속도로 - 천안JC - 논산천안고속도로 - 논산JC - 호남고속도로 - 익산JC - 새만금포항고속도로 - 완주JC - 순천완주고속도로 - 동순천IC - 국도 제17호선 - 국도 제2호선 - 국도 제17호선

- 인천과 경기 북서부, 남서부에서 여수시로의 접근 :
  - 영동고속도로 - 군자JC - 평택시흥고속도로 - 서평택JC - 평택제천고속도로 - 안성JC - 경부고속도로 - 천안JC - 논산천안고속도로 - 논산JC - 호남고속도로 - 익산JC - 새만금포항고속도로 - 완주JC - 순천완주고속도로 - 동순천IC - 국도 제17호선 - 국도 제2호선 - 국도 제17호선

- 경기 북동부, 남동부에서 여수시로의 접근 :
- 수도권제1순환고속도로 - 하남JC - 중부고속도로 - 남이JC - 경부고속도로 - 회덕JC - 호남고속도로지선 - 논산 JC - 호남고속도로- 익산JC - 순천완주고속도로 - 동순천IC - 국도 제17호선 - 국도 제2호선 - 국도 제 17호선

- 부산 등 경상남도 지역에서 접근 :
  - 남해고속도로 (순천부산선) - 하동 나들목 / 진월 나들목 / 옥곡 나들목 - 이순신대교

- 대구/경북서부/강원:
  - 중부내륙고속도로 - 칠원JC - 남해고속도로 (순천부산선) - 하동 나들목 / 진월 나들목 / 옥곡 나들목 - 이순신대교

- 전라북도 / 전남서부 / 광주 등 :
  - 순천완주고속도로 이용 혹은
  - 호남고속도로 - 남해고속도로 (순천부산선) - 순천IC - 국도 제17호선
  - 서해안고속도로 - 죽림JC - 남해고속도로 (영암순천선) - 도롱IC - 국도 제17호선

- 주요 도시별 소요시간
  - 서울 (4시간), 대전 (3시간), 광주 (1시간 30분), 대구 (3시간), 부산 (3시간)

- 여수종합버스터미널
  - 고속버스: 서울, 인천, 수원, 부산, 부산사상 (서부산)
  - 시외버스: 순천, 광양, 광주[15], 동서울 , 대전, 전주, 남원, 구례, 고흥나로도, 고흥, 고흥녹동, 목포, 해남, 대구, 울산, 진주, 마산, 청주, 성남, 고양, 통영, 인천국제공항

- 여천공용버스터미널
  - 고속버스: 서울, 인천, 수원, 부산, 부산사상 (서부산)
  - 시외버스: 순천, 광양, 광주, 대전, 전주, 남원, 구례, 고흥나로도, 고흥, 고흥녹동, 목포, 해남, 대구, 울산, 진주, 마산

### 연륙/연도교

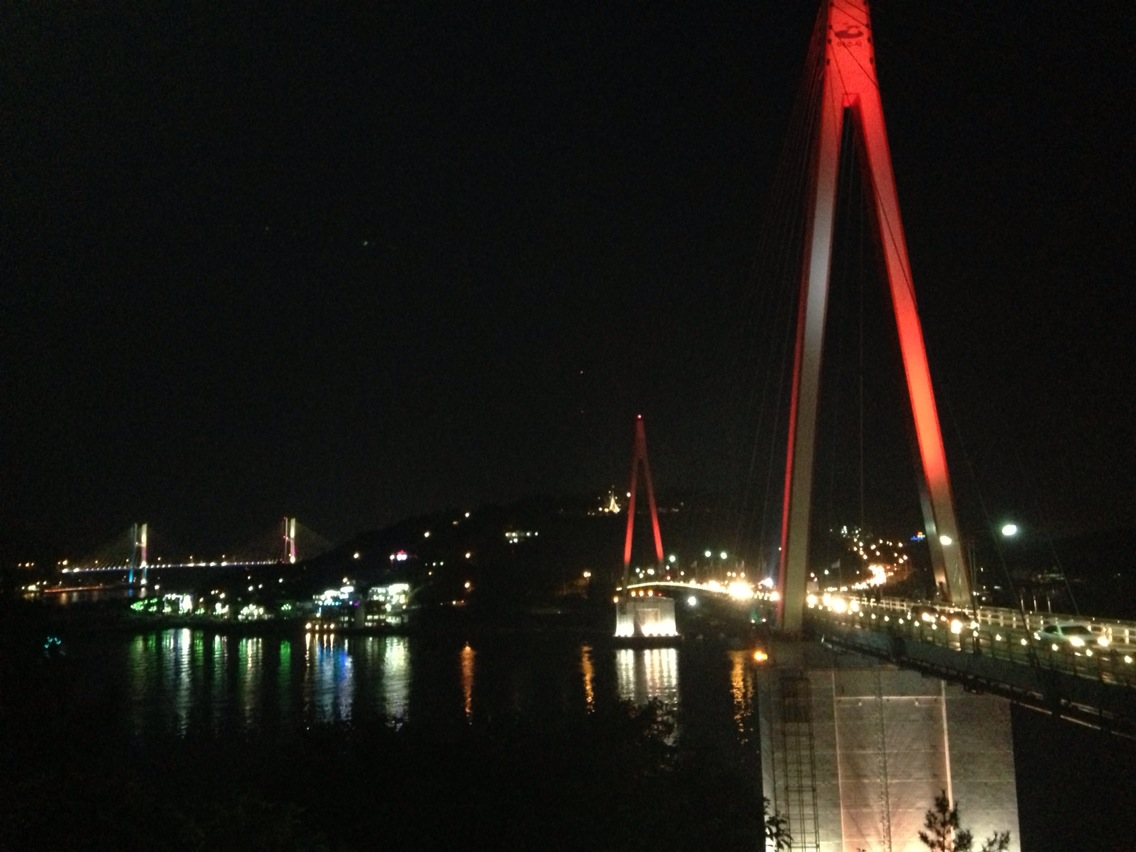
돌산대교

낭도대교
- 거문대교
- 거북선대교(제2 돌산대교)
- 돌산대교
- 묘도대교(여수대교)
- 백야대교
- 안도대교
- 이순신대교
- 팔영대교(적금대교)
- 화태대교

### 항공
- 율촌면에 여수공항이 있으며, 서울 및 제주도로 갈수있는 아시아나항공, 진에어, 대한항공 항공편이 있다.

### 항구(무역항)
- 광양항(여수측): 8개의 국유 부두(낙포, 중흥, LPG, 석탄, 사포1, 사포2, 현대하이스코, 석유화학)와 8개의 사유 부두(GS칼텍스, LG화학 등) 및 6개의 기타부두/물양장을 보유한다.
- 여수항 : 신항(크루즈, 여객선, 관공선부두, 지원선부두(급유,급수,역무), 화물부두), 구항: 소화물 물양장, 연안여객선부두 , 신북항(착공)

### 항구(연안항)
- 거문도항

### 항구(어항)
- 국가어항: 국동항
- 지방어항: 계도항, 의성항, 죽포항, 호령항, 우학항, 횡간항, 성두항, 서도항, 함구미항, 소율항, 세포항, 손죽항
- 어촌정주어항: 신기항, 서외항, 임포항, 작금항, 금천항, 항대항, 모장항, 평사항, 두룽개항, 월전포항, 상동항, 진목항, 굴전항, 독정항, 송고항, 대유항, 장지항, 안도항, 심포항, 역포항, 대두라항, 월호항, 화산항, 여석항, 제도항, 적금항, 대동항, 송여자항, 모전항, 백야항, 유촌항, 죽촌항, 진막항, 외동항, 대동항, 오복항, 소경도항, 섬달천항, 진목항, 봉전항, 감도항, 이목항, 가정항, 호두항, 고내항, 집앞개항, 오천항, 만흥항, 소치항, 신덕항, 송도동편항

### 택시 회사
- 전남 13사 10xx - 남진상사
- 전남 13사 11xx - 중앙교통
- 전남 13사 12xx - 여수밤바다교통 (구 금홍교통)
- 전남 13사 13xx - 신광교통
- 전남 13사 14xx - 호남교통
- 전남 13사 15xx - 한일교통
- 전남 13사 16xx - 진남교통
- 전남 13사 17xx - 서광교통
- 전남 13사 18xx - 신안교통
- 전남 13사 19xx - 삼성교통 (없어진 택시회사)
- 전남 13사 20xx - 향우교통
- 전남 13사 21xx - 신양교통
- 전남 13사 3xxx - 여수개인택시
- 전남 16바 120x ~ 122x - 대광교통
- 전남 16바 125x ~ 129x - 대성교통
- 전남 16바 13xx - 대익교통
- 전남 21바 20xx - 영산교통
- 전남 21바 21xx - 소라택시
- 전남 21바 22xx - 한려택시
- 전남 21바 23xx - 화양택시

## 경제
통계청이 발표한 2013년 여수시의 지역내총생산(GRDP)은 20조 1,552억 3,700만원으로, 1인당 6,917만원이다. 이는 전라남도 전체 지역내총생산의 32.36%를 차지하는 수치이고, 대한민국의 2013년 1인당 지역내총생산(GRDP)인 2,797만원의 약 2.47배, 전국 3위에 해당한다. 여수의 사업체 수는 20,536개이다.
- 여수국가산업단지 - 호남정유공장이 세워지면서 대한민국 최대의 석유화학공업단지로 성장하였다. 남해화학, KCC, DL홀딩스 등을 비롯해 비금속, 기계, 전기전자, 비제조업 등이 자리를 잡고 있으며, 지원시설로는 호남화력발전소와 여수화력발전소, GS칼텍스 등이 설립되어 있다. 현재는 롯데케미칼, LG화학, 여천NCC, 한화솔루션, 금호석유화학, 한국바스프 등 주요 화학 기업들이 여수산단의 대부분을 차지하고 있다. 여수국가산업단지는 국내 석유화학(에틸렌)의 48%, 국내 비료의 32%, 국내 정유의 28%를 생산한다.

- 광양만권경제자유구역 - 율촌지방산업단지, 화양농공단지

### 대형마트
- 롯데마트 여수점 (여수시 국포1로 36, 2006년 5월 오픈)
- 롯데마트 여천점 (여수시 무선로 187, 2005년 11월 오픈)
- 이마트 여수점 (여수시 좌수영로 277, 2001년 12월 오픈)
  - 단, 여수에는 홈플러스가 없다. 홈플러스 주변에는 순천점, 순천풍덕점, 광양점이 있다.

### 쇼핑몰
- 롯데몰 여수점 (여수시 국포1로 36, 2021년 5월 오픈)

### 영화관
- CGV 여수웅천 (웅천로 19-35, 2015년 2월 오픈)
- 메가박스 여수웅천 (신월로 96, 2017년 12월 오픈)

### 재래시장
- 서시장
- 교동시장
- 중앙선어시장
- 수산물특화시장
- 중앙시장
- 덕양시장
- 도깨비시장
- 수산시장
- 진남시장

## 문화 관광
- 여수엑스포[16]

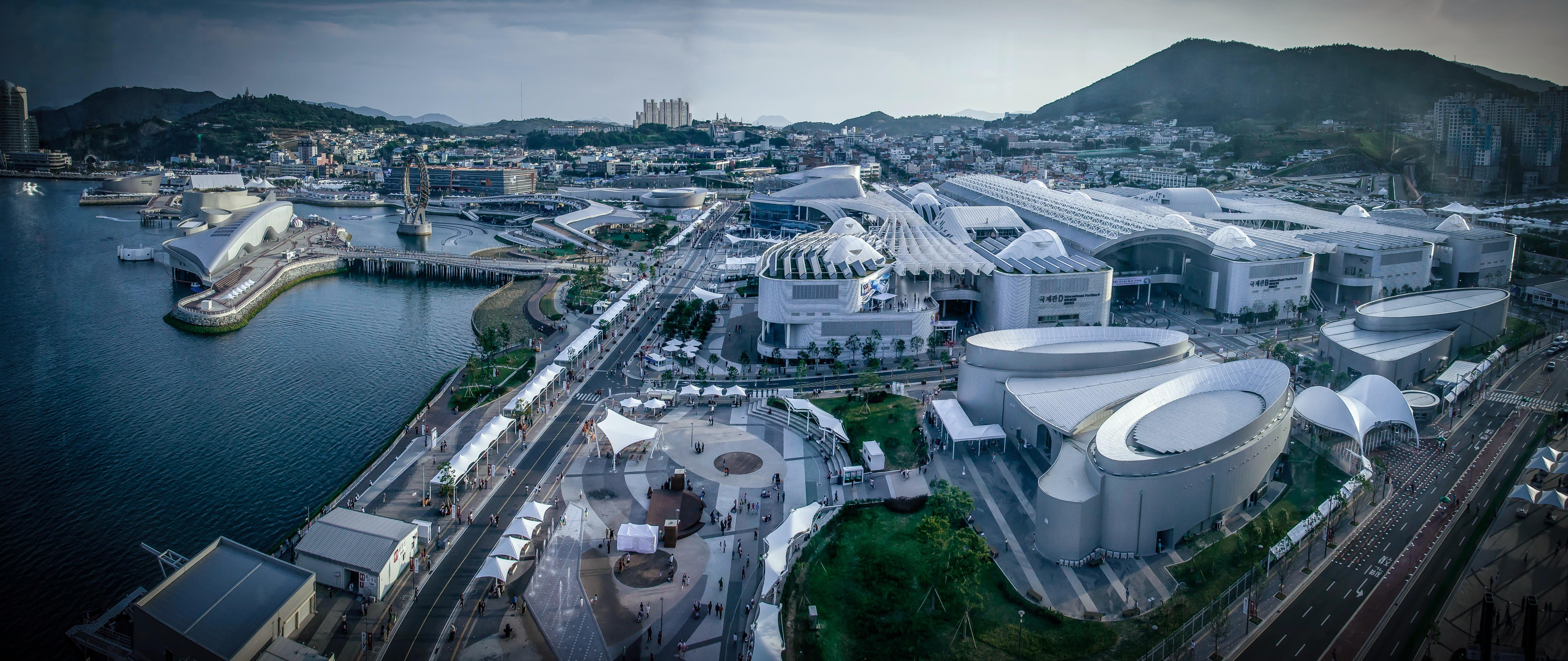
여수 엑스포 해양공원

2012년 여수 엑스포는 2012년 5월 12일부터 8월 12일까지 93일간 진행되었다. 폐막일인 8월12일까지 누적 입장객은 총 820만3956명을 기록하고, 총 104개 국가가 참가했다. 여수세계박람회장은 엑스포가 치러졌던 장소로, 2012 여수 엑스포 당시에는 주제관, 한국관, 기후환경관, 대우조선해양로봇관, 해양문명도시관, 해양산업기술관해운항만관 등이 운영되었다. 현재 공원시설로는 빅오(Big-O), 스카이타워 전망대, 기념관, 엑스포디지털갤러리, 엑스포게스트하우스, 야외체육시설이, 전시/체험시설로는 스카이플라이, 여수테디베어뮤지엄, 범퍼카·회전목마·투어전기차, 지니카·레저카트, 해양레저스포츠체험교실, 엑스포 아트갤러리 등이 있다.

### 관광지

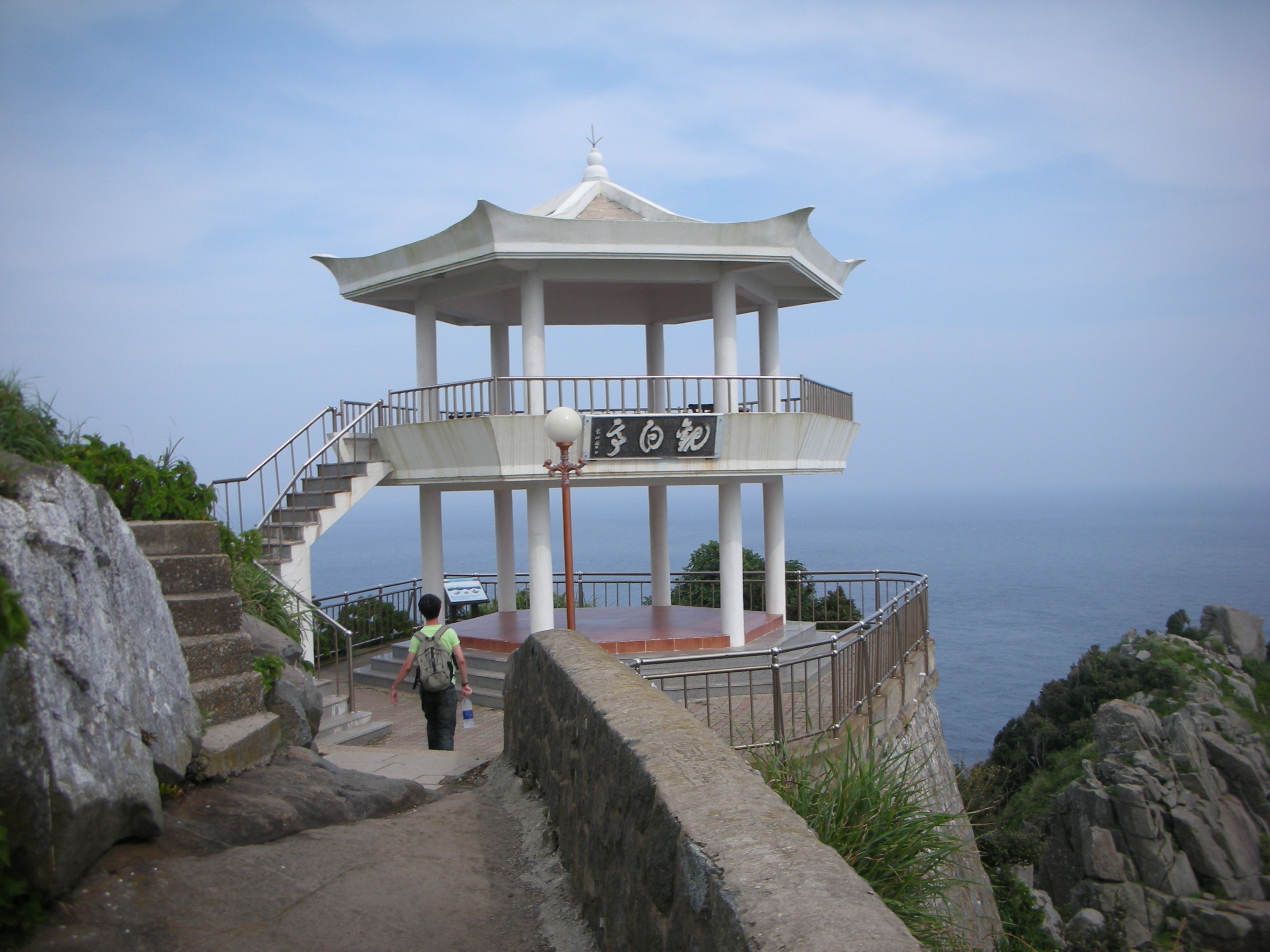
다도해해상국립공원 거문도
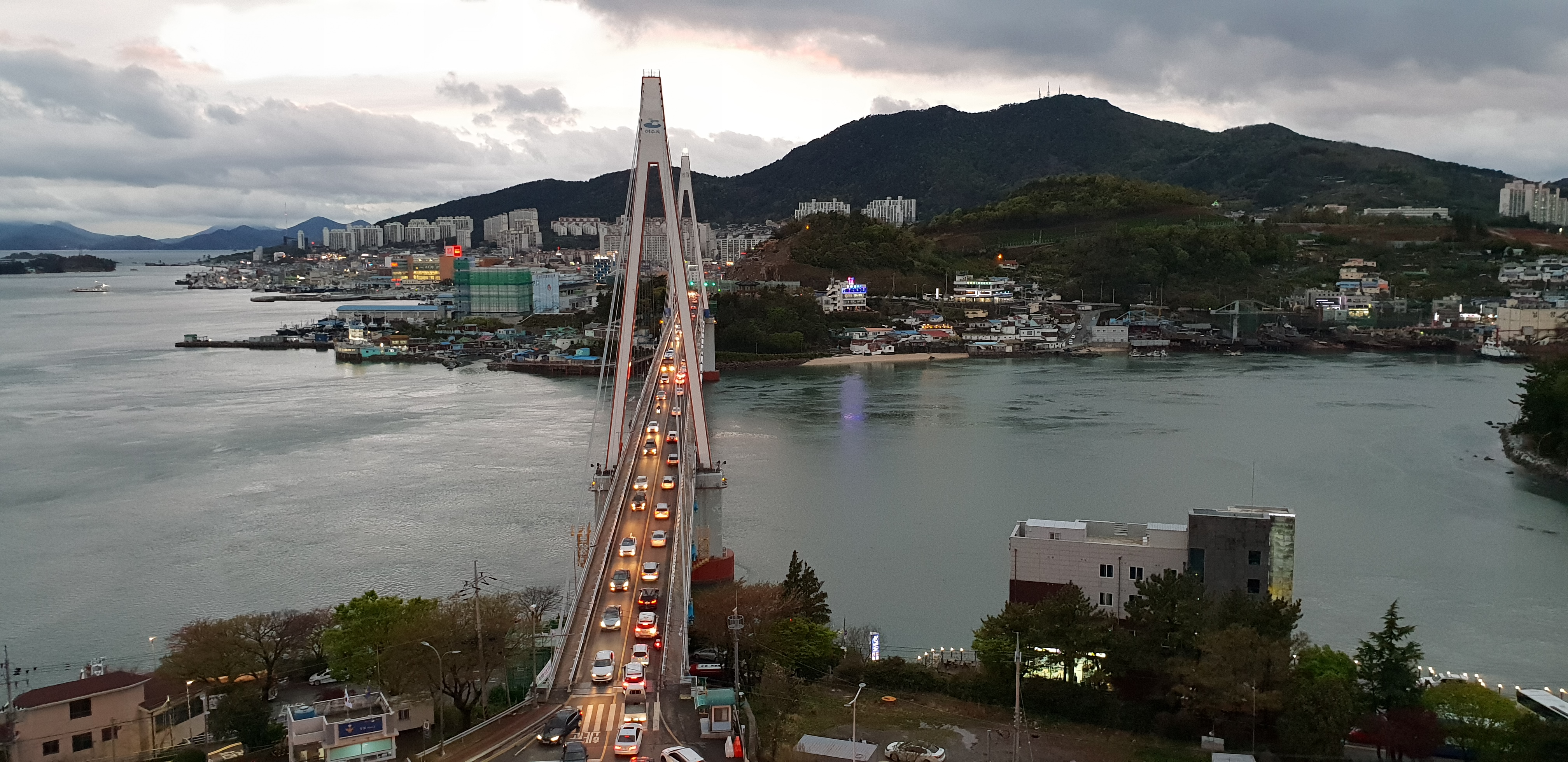
돌산공원에서 바라본 돌산대교
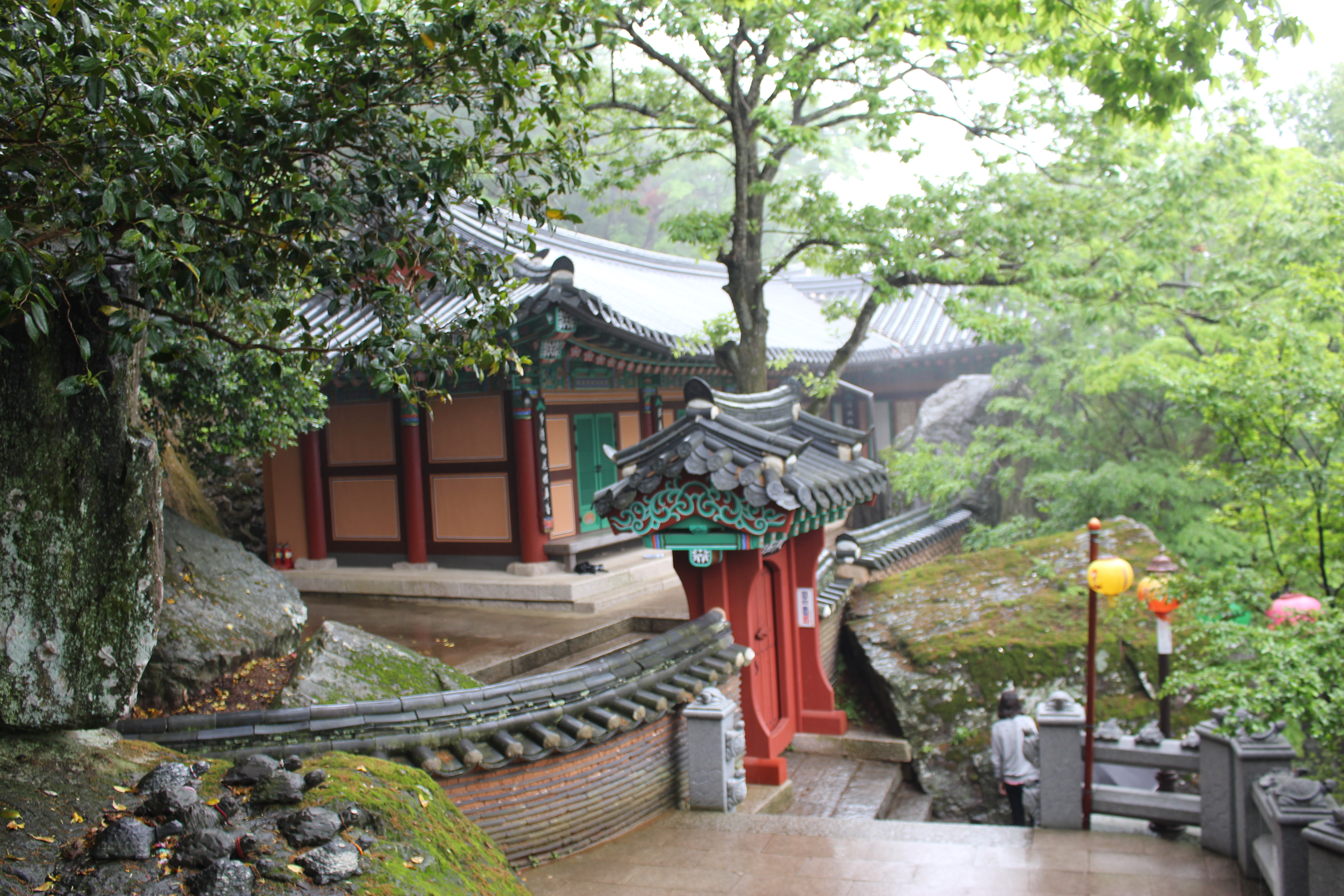
향일암

- 다도해해상국립공원: 거문도, 금오도, 백도,안도, 연도(소리도), 화태도, 행간도
- 돌산공원
- 사도 공룡화석지
- 아쿠아플라넷 여수
- 여수낭만포차거리
- 이순신광장
- 전남해양수산과학관
- 진남관
- 한려해상국립공원: 오동도
- 향일암
- 소호동동다리
- 여수 흥국사

### 숙박업소
- 소노캄 여수 (구 여수 엠블호텔, 2012년 3월 오픈)
- 히든베이호텔 (2012년 3월 오픈)
- 디오션호텔 (2012년 3월 오픈)
- 한옥호텔 오동재 (2012년 4월 오픈)
- 유캐슬호텔 (2012년 4월 오픈)
- 베니키아호텔 여수 (2012년 4월 오픈)
- 유탑마리나호텔앤리조트 (2019년 5월 오픈)
- 한화호텔앤리조트 여수 벨메르 (2020년 7월 오픈)
- 베이원파크 여수 웅천 (2021년 4월 오픈)
- 쏘타컬렉션 더 여수 (2021년 9월 오픈)
- 신라스테이 여수 (2022년 10월 오픈)
- 코업스테이 여수 (2023년 5월 오픈)

### 음식(여수10미)
- 갈치조림
- 갯장어샤브샤브/회
- 게장백반
- 굴구이
- 돌산갓김치
- 새조개샤브샤브
- 서대회
- 장어구이/탕
- 전어구이/회
- 해산물한정식

### 워터파크
- 여수 디오션 워터파크

## 교육 기관
여수시에는 유치원 73개, 초등학교 50개교, 중학교 23개교, 고등학교 15개교 등이 있다. 학생 수는 48,644명으로 여수 인구의 17%를 차지한다. 교원 수는 초등학교 1,170명, 중학교 726명, 고등학교 298명 등이며, 2년제 대학 교수 41명, 국립 대학교 교수 210명이다.
- 국공립대학교

|  | - 전남대학교 여수캠퍼스 |

- 사립대학교

|  | - 한영대학교 |

- 고등학교

|  | - 여수고등학교 - 여수여자고등학교 - 여천고등학교 - 부영여자고등학교 | - 여수화양고등학교 - 여남고등학교 - 여수해양과학고등학교 - 여수석유화학고등학교 | - 여수충무고등학교 - 한영고등학교 - 여수공업고등학교 - 여수정보과학고등학교 | - 진성여자고등학교 - 여수중앙여자고등학교 - 여양고등학교 |

- 중학교

|  | - 여수중학교 - 여수구봉중학교 - 충덕중학교 - 여수아리울중학교 | - 여수진남중학교 - 여수문수중학교 - 여천중학교 - 여선중학교 | - 율촌중학교 - 돌산중학교 - 돌산중앙중학교 - 여남중학교 | - 거문중학교 - 화양중학교 - 화양중학교 화양남분교 - 무선중학교 | - 여수개도중학교 - 안산중학교 - 여수삼일중학교 - 여수웅천중학교 | - 여수종고중학교 - 여수진성중학교 - 여수중앙중학교 - 여양중학교 | - 여도중학교 |

- 초등학교

|  | - 여수서초등학교 - 여수동초등학교 - 여수중앙초등학교 - 여수남초등학교 - 여수미평초등학교 - 여수북초등학교 - 여수종고초등학교 - 여수진남초등학교 - 경호초등학교 - 여수봉산초등학교 - 여수구봉초등학교 - 여수여문초등학교 | - 여수남산초등학교 - 여수한려초등학교 - 여수문수초등학교 - 여수양지초등학교 - 여수부영초등학교 - 여수신월초등학교 - 여수좌수영초등학교 - 쌍봉초등학교 - 도원초등학교 - 시전초등학교 - 무선초등학교 - 소호초등학교 | - 여천초등학교 - 상암초등학교 - 상암초등학교 묘도분교 - 소라초등학교 - 소라초등학교 사곡분교 - 소라초등학교 소라남분교 - 소라초등학교 신흥분교 - 소라초등학교 여자분교 - 관기초등학교 - 율촌초등학교 - 율촌초등학교 상봉분교 - 신풍초등학교 | - 나진초등학교 - 화양초등학교 - 안일초등학교 - 안일초등학교 백야분교 - 돌산초등학교 - 돌산초등학교 두라분교 - 돌산초등학교 월호분교 - 봉덕초등학교 - 봉덕초등학교 평사분교 - 백초초등학교 - 여남초등학교 - 여남초등학교 연도분교 | - 화정초등학교 - 거문초등학교 - 신기초등학교 - 안심초등학교 - 동백초등학교 - 성산초등학교 - 웅천초등학교 - 죽림초등학교 - 여수송현초등학교 - 예울초등학교 - 여도초등학교 |

- 특수학교

|  | - 여수여명학교 |

## FM 라디오 주파수 방송 목록
- 88.3 - 전주KBS 제1라디오 (구례 노고단)
- 88.7 - 순천KBS 제1라디오 (순천 남산)
- 89.1 - 목포MBC 표준FM (해남 대둔산)
- 89.3 - 진주KBS 클래식FM (진주 망진산)
- 89.5 - 전남CBS 표준FM (순천 남산)
- 90.3 - 진주KBS 제1라디오 (진주 망진산)
- 90.5 - 광주KBS 제1라디오 (광주 무등산)
- 90.7 - 광주kbc 마이FM (광양 구봉화산)
- 91.1 - MBC경남 표준FM (하동 금오산)
- 92.1 - 창원KBS 클래식FM (거창 감악산)
- 92.3 - 광주KBS 클래식FM (광주 무등산)
- 92.9 - febc 전남동부극동방송 (여수 구봉산)
- 93.1 - febc 광주극동방송 (광주 무등산)
- 93.7 - GGN 글로벌광주방송 (여수 구봉산)
- 94.5 - 광주KBS 클래식FM (남해 망운산)
- 95.1 - 광주MBC FM4U (구례 노고단)
- 95.7 - 순천KBS 제1라디오 (남해 망운산)
- 96.7 - 광주kbc 마이FM (여수 구봉산)
- 97.1 - 진주KBS 제1라디오 (하동 금오산)
- 97.5 - febc 전남동부극동방송 (광양 구봉화산)
- 97.7 - MBC경남 FM4U (진주 망진산)
- 98.3 - 여수MBC FM4U (여수 구봉산)
- 99.5 - cpbc 광주가톨릭평화방송 (여수 구봉산)
- 100.3 - 여수MBC 표준FM (순천 남산)
- 100.9 - 광주KBS 제2라디오 해피FM (여수 구봉산)
- 101.3 - 여수MBC 표준FM (남해 망운산)
- 101.5 - EBS 라디오 (진주 망진산)
- 101.7 - 전주MBC 표준FM (구례 노고단)
- 102.1 - 전남CBS 표준FM (여수 구봉산)
- 102.7 - 광주KBS 제2라디오 해피FM (순천 남산)
- 103.5 - TBN 광주교통방송 (광양 구봉화산)
- 104.1 - EBS 라디오 (해남 대둔산)
- 104.5 - 전주KBS 클래식FM (구례 노고단)
- 104.7 - EBS 라디오 (거창 감악산)
- 105.1 - BBS 광주불교방송 (여수 장군산)
- 105.3 - EBS 라디오 (광주 무등산)
- 105.7 - BBS 광주불교방송 (광양 구봉화산)
- 106.3 - EBS 라디오 (남해 망운산)
- 107.1 - 여수MBC 표준FM (여수 구봉산)
- 107.5 - EBS 라디오 (구례 노고단)

## 자매 결연 도시

### 대한민국 내 자매 도시
- 대한민국 경상남도 통영시 (1998년 9월 18일~)
- 대한민국 서울특별시 강서구 (2005년 4월 18일~)
- 대한민국 강원특별자치도 속초시 (2009년 10월 29일~)
- 대한민국 충청남도 아산시 (2009년 10월 29일~)
- 대한민국 대전광역시 유성구 (2009년 10월 29일~)
- 대한민국 울산광역시 울주군 (2009년 10월 29일~)
- 대한민국 경상북도 영덕군 (2009년 10월 29일~)
- 대한민국 광주광역시 동구 (2009년 10월 29일~)
- 대한민국 전북특별자치도 군산시 (2009년 10월 29일~)
- 대한민국 제주특별자치도 서귀포시 (2009년 10월 29일~)
- 대한민국 서울특별시 노원구 (2015년 10월 27일~)[17]

### 다른 나라의 자매 도시
- 일본 사가현 가라쓰시 (1982년 3월 5일~)
- 중화인민공화국 저장성 항저우시 (1994년 11월 1일~)
- 중화인민공화국 산둥성 웨이하이 시 (1995년 2월 27일~)
- 필리핀 세부 (1996년 10월 23일~)
- 멕시코 케레타로주 케레타로 (2002년 9월 3일~)
- 트리니다드 토바고 포트오브스페인 (2007년 9월 17일~)

### 다른 나라의 우호 도시
- 중화인민공화국 장쑤성 양저우 시 (1995년 2월 18일~)
- 중화인민공화국 저장성 사오싱 시 (1997년 5월 21일~)
- 미국 알래스카주 스워드 시 (1996년 10월 23일~)
- 미국 캘리포니아주 뉴포트비치 (1997년 5월 19일~)
- 벨리즈 벨리즈시티 (2002년 10월 14일~)
- 일본 도쿄도 (2004년 6월 30일~)
- 중화인민공화국 저장성 리수이 시 (2005년 7월 21일~)
- 캐나다 뉴브런즈윅주 멍크턴 (2007년 12월 6일~)

## 갤러리

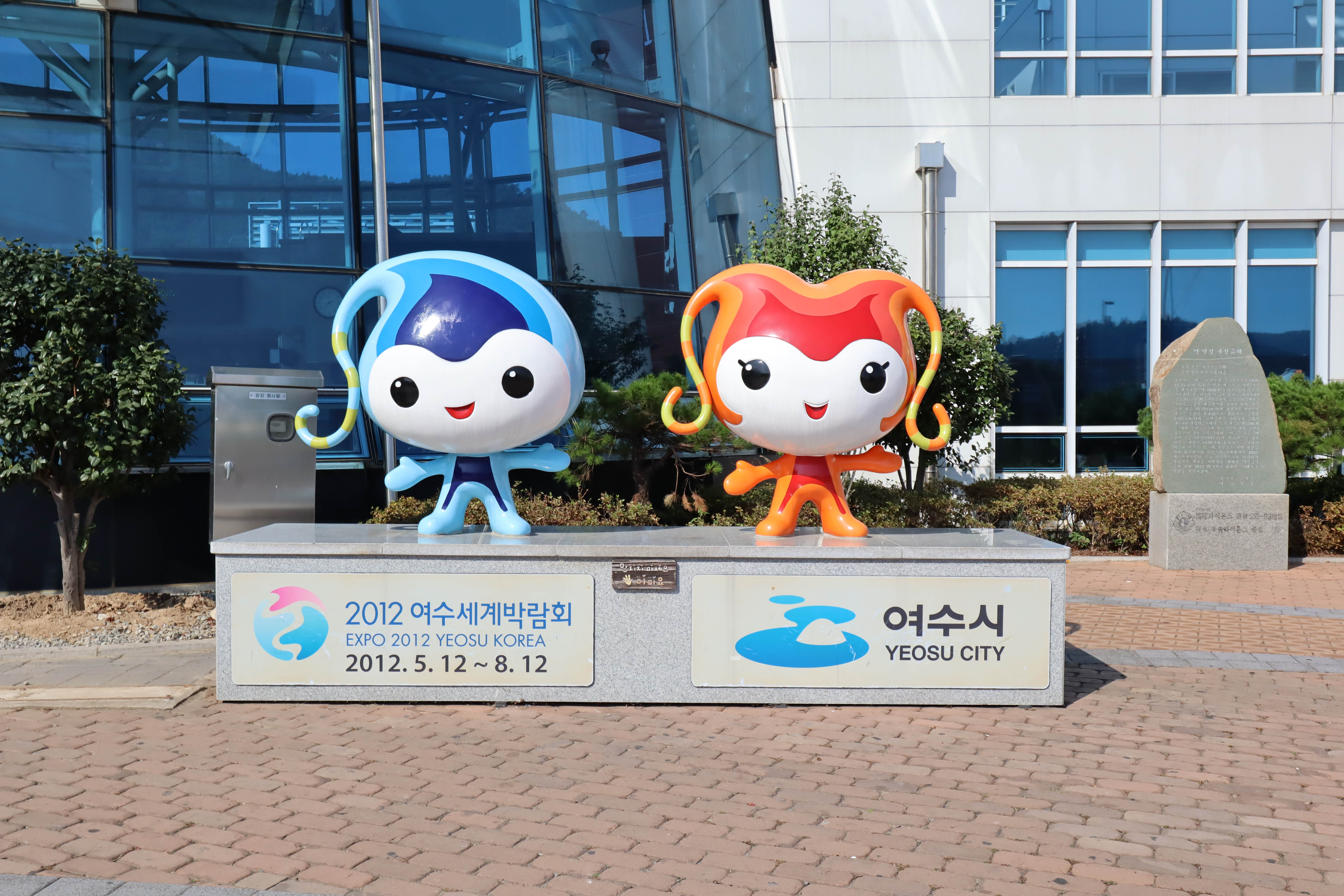
여수엑스포역에 설치된 마스코트 조형물
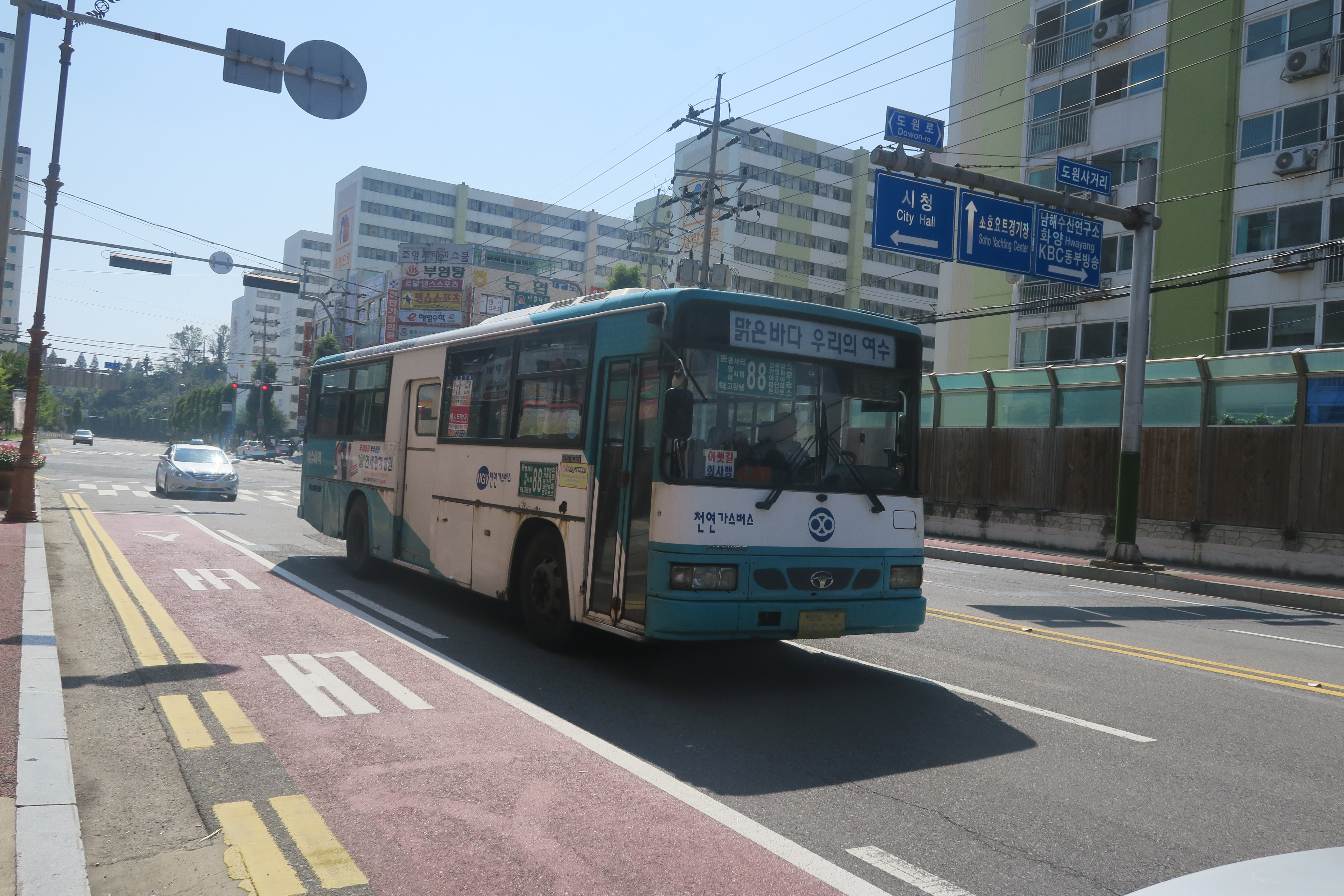
여수 88번 버스
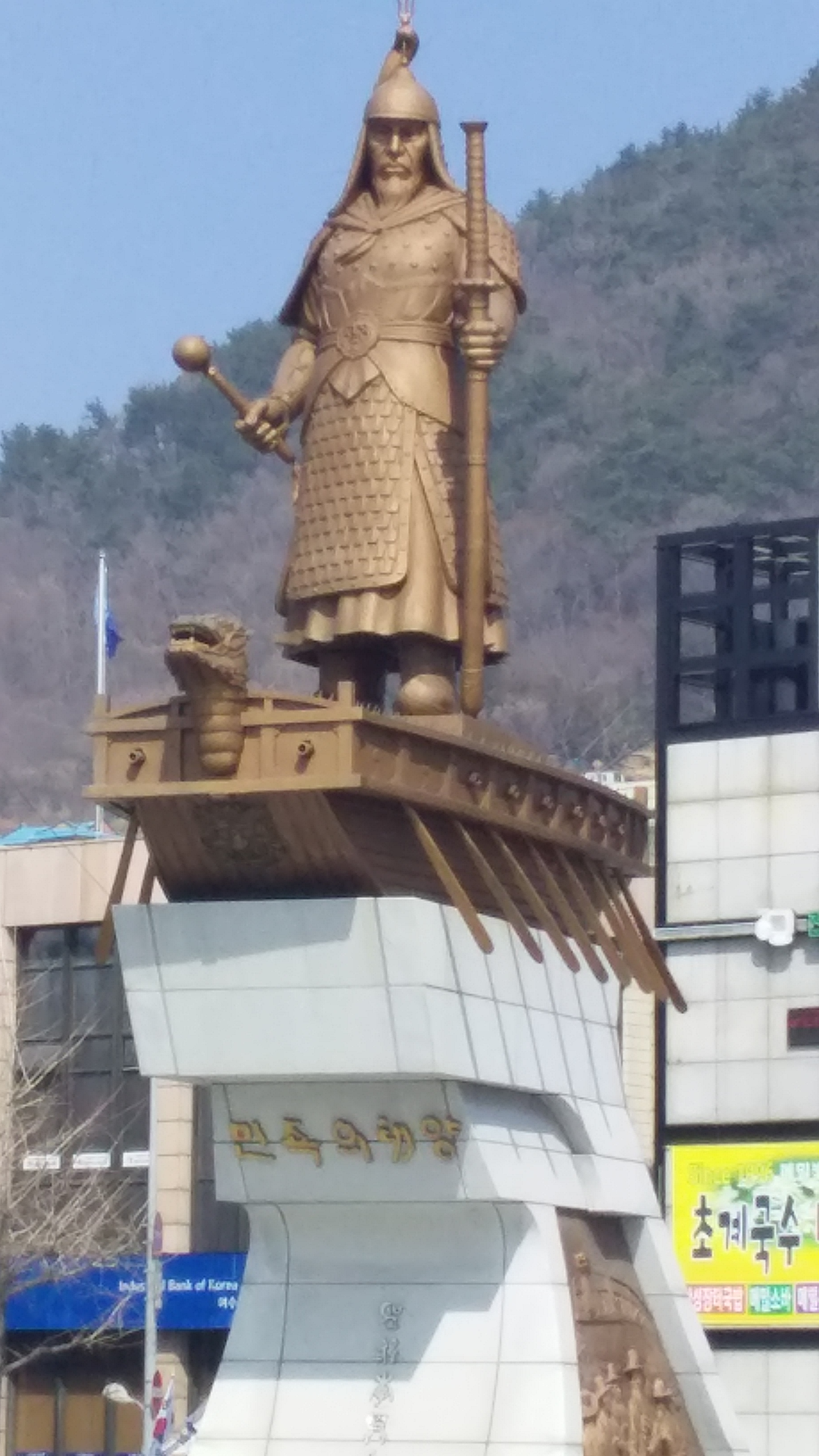
여수 진남관 앞에 위치한 이순신 장군 동상

## 같이 보기
호남 지방
전라남도